# IBM System/360

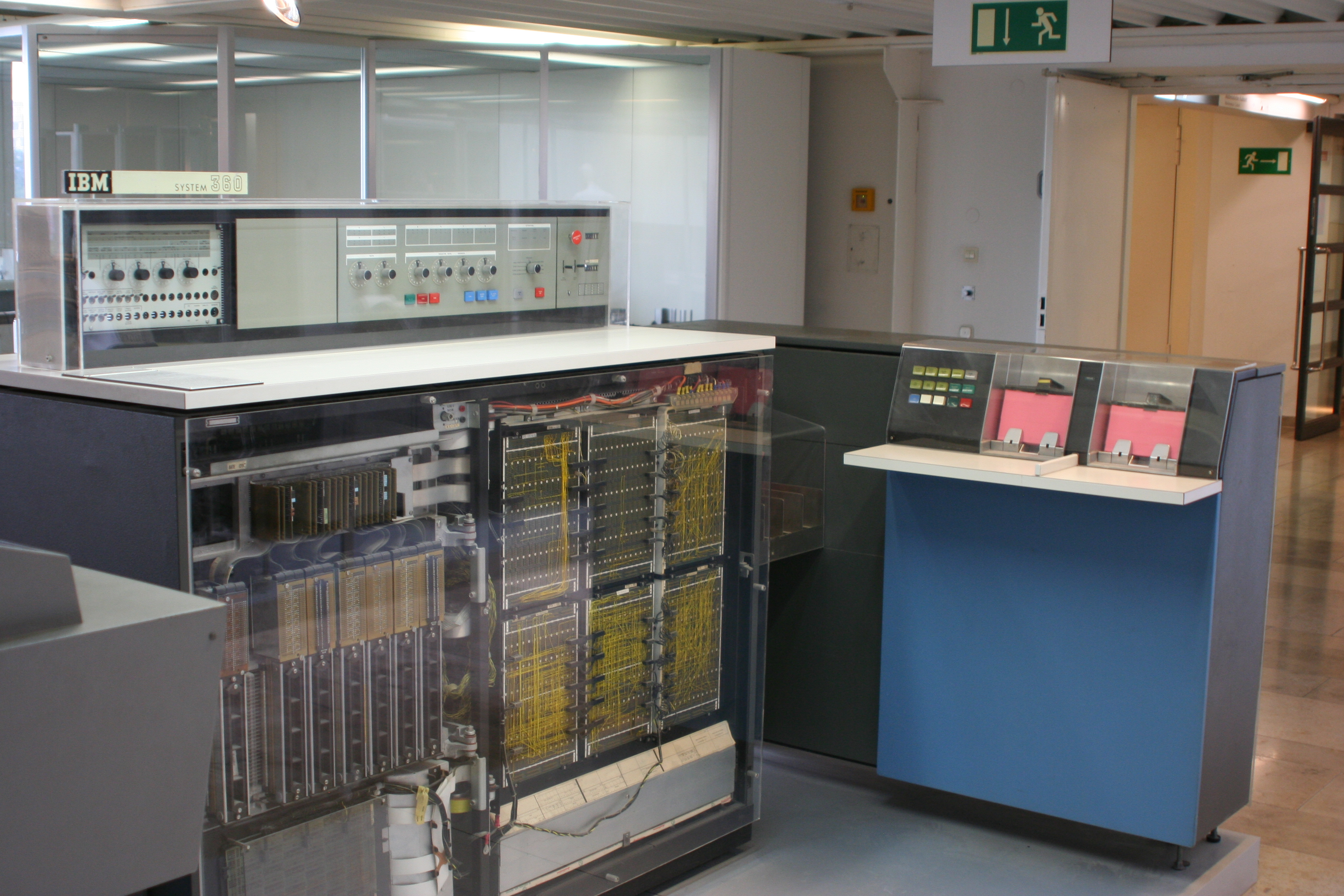
IBM System/360 Model 20. На фото також видно багатофункціональну карткову машину (MFCM) IBM 2560.

Архітектура IBM System/360

System/360 — серія комп'ютерів, запущена у виробництво компанією IBM 7 квітня 1964 року. До того часу кожна обчислювальна машина IBM вимагала спеціалізованого програмного забезпечення (ПЗ). Нова ж лінійка виробів являла собою сумісні між собою комп'ютери, котрі могли використовувати спільне ПЗ. Затрати на розробку System/360 склали 5 мільярдів доларів (за сучасним курсом це понад 30 млрд дол.), але повністю окупили себе, — завдяки уніфікованості комп'ютерів IBM стала світовим лідером індустрії в наступні 30 років.

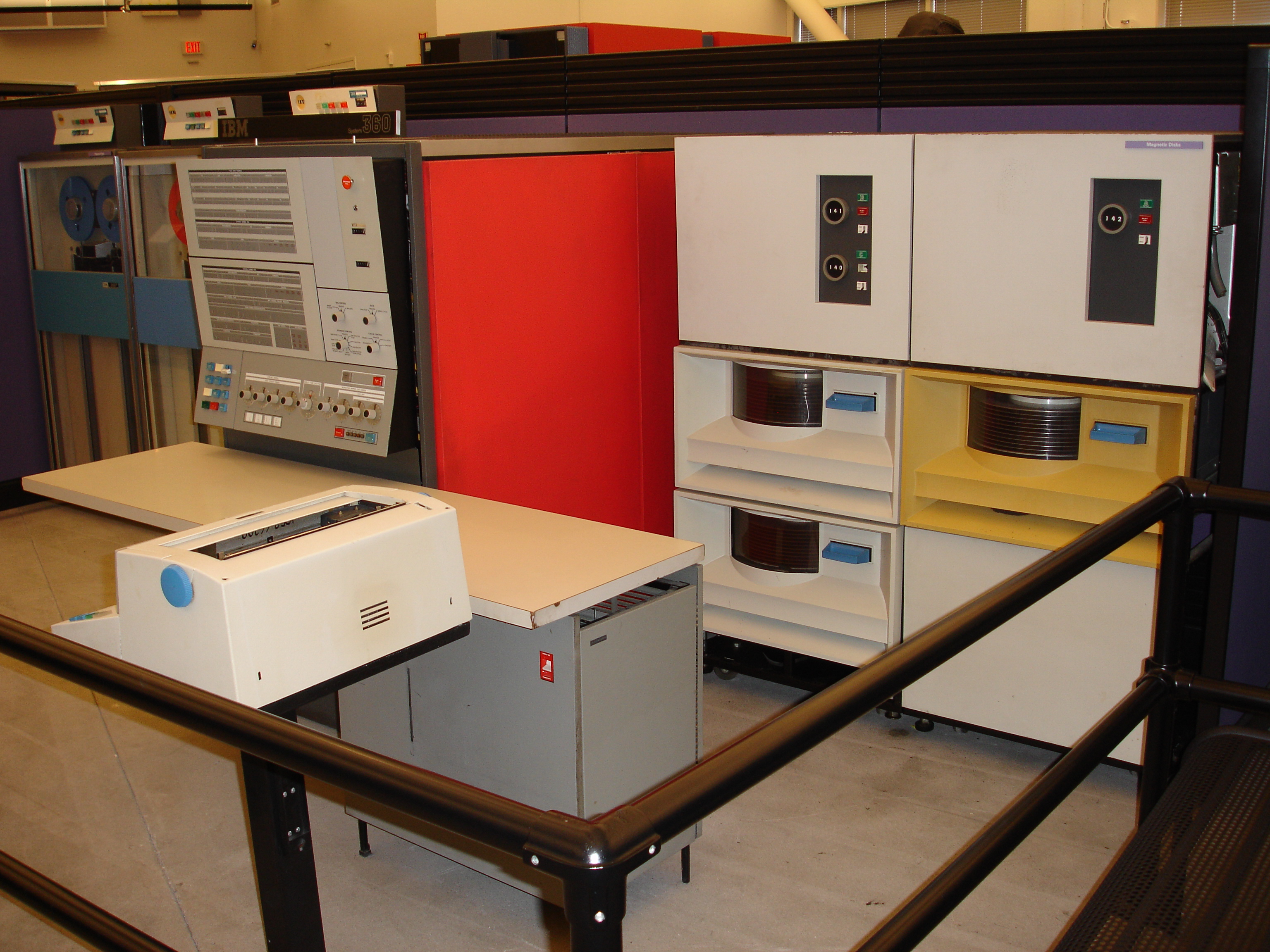
IBM System/360 Model 30 в Музеї Комп'ютерної історії.

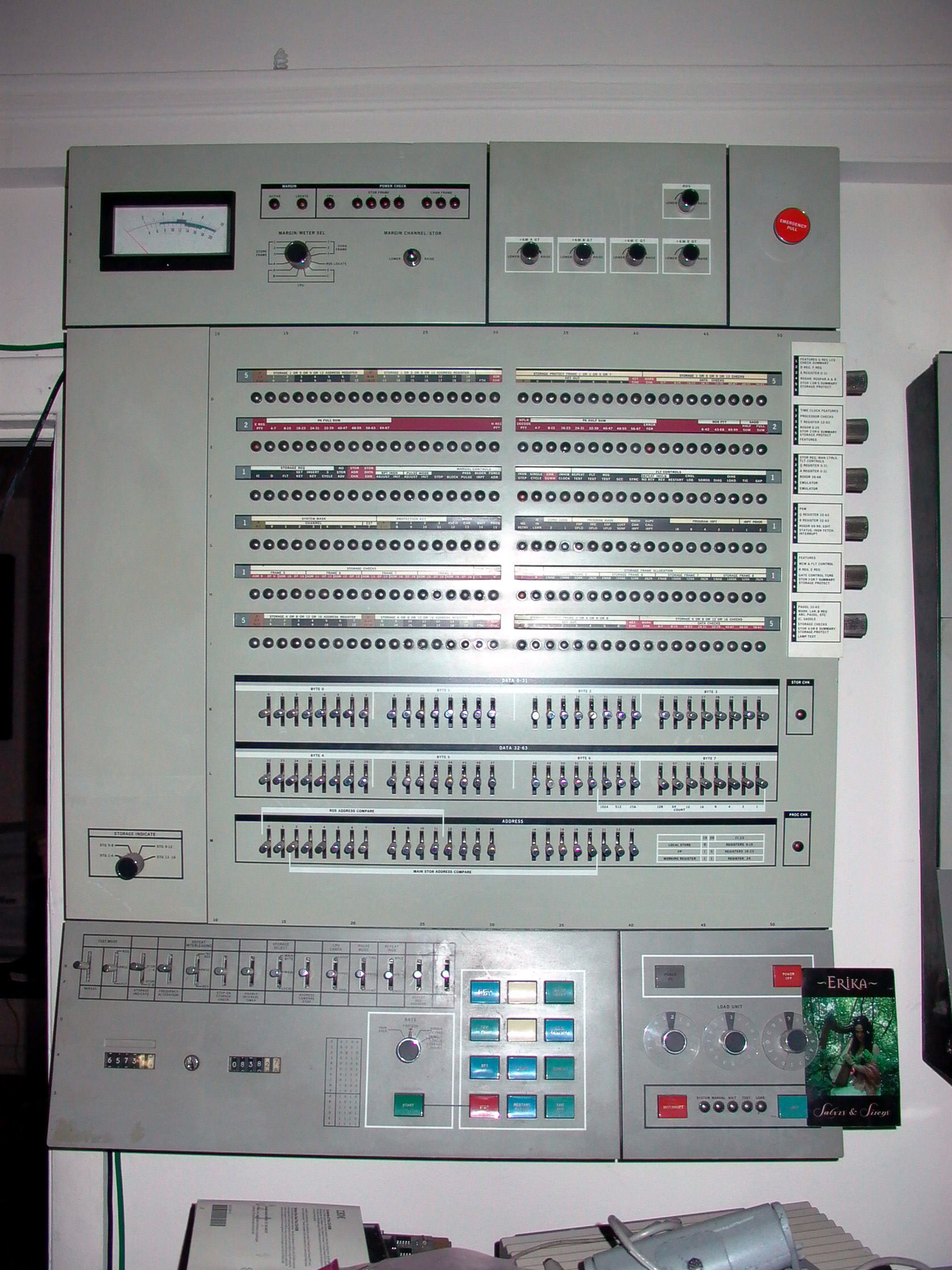
System/360 Model 65

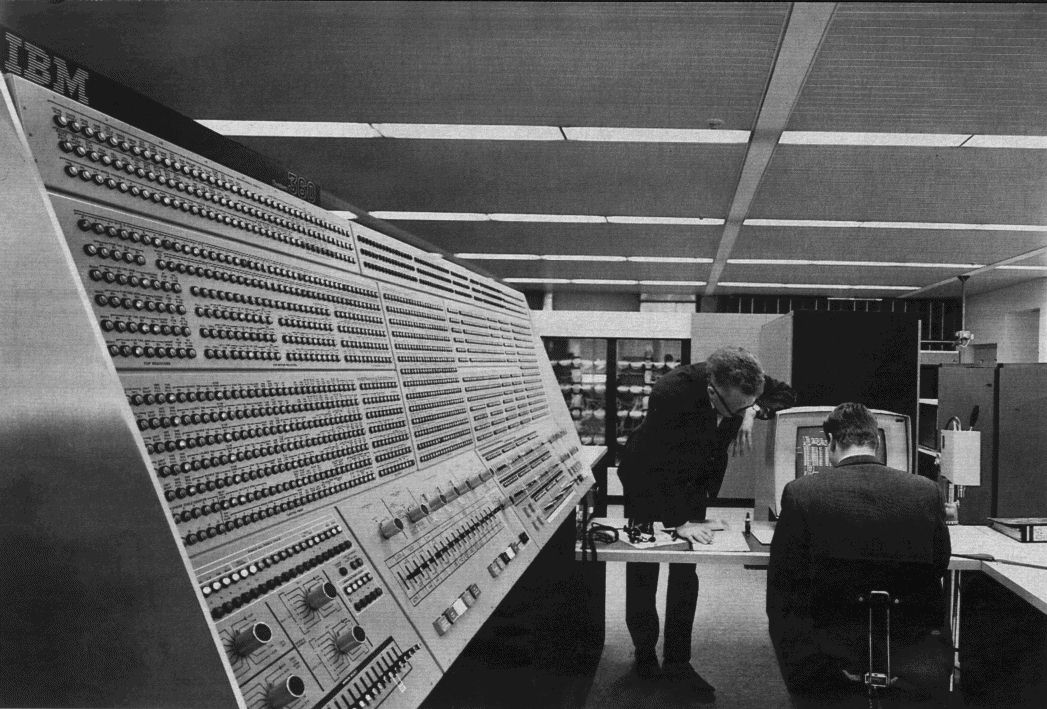
System/360 Model 91

## Нумерація компонентів
IBM створила нову систему нумерації для компонентів System/360 (хоча деякі добре відомі номери для периферії, такі як IBM 1403 або IBM 1052, залишилися незмінними). Перша цифра компонентів System/360 була 2, а друга — вказувала на тип приладу:
| 20xx: | Арифметичні процесори, такі як IBM 2030, що містив центральний процесор для машини IBM System/360 Model 30.                                                                                       |
| 21xx: | Блоки живлення і інше обладнання, необхідне для роботи процесора, наприклад IBM 2167 Configuration Unit.                                                                                          |
| 22xx: | Пристрої візуального виводу (дисплеї, термінали), такі як IBM 2250 (векторний) і IBM 2260 (растровий), а також лінійний принтер IBM 2203 для моделі System/360 model 20.                          |
| 23xx: | Накопичувачі з прямим доступом, такі як диски IBM 2311 і IBM 2314, а також унікальний пристрій IBM 2321 Data Cell; Головна пам'ять, така як IBM 2361, а також пам'ять IBM 2365 Processor Storage. |
| 24xx: | Накопичувачі на магнітних стрічках, наприклад IBM 2401, IBM 2405 і IBM 2415. |
| 25xx: | Обладнання для роботи з перфокартами, таке, як IBM 2501 (зчитувач), IBM 2520 (перфоратор); IBM 2540 (зчитувач/перфоратор) і IBM 2560 (багатоцільова перфокарткова машина).                        |
| 26xx: | Обладнання для роботи з паперовою стрічкою, наприклад зчитувач IBM 2671. |
| 27xx: | Комунікаційна апаратура, така, як IBM 2701, IBM 2705, IBM 2741 (інтерактивний термінал) і IBM 2780 (термінал пакетних завдань).                                                                   |
| 28xx: | Канали і контролери каналів, наприклад IBM 2821 Control Unit, IBM 2841 і IBM 2844. |
| 29xx: | Різноманітні пристрої, такі, як IBM 2914 Data Channel Switch і IBM 2944 Data Channel Repeater. |